# Lange Reihe (Insel)
Lange Reihe ist eine Insel im Fluss Havel in der Stadt Brandenburg an der Havel. Die Insel liegt östlich des Ortsteils Saaringen und der Insel Köhninge. Im 18. Jahrhundert hieß die Insel Altes Oehr.